# Небојша Љубишић
Небојша Љубишић (Београд, 29. јул 1964) српски је филмски, телевизијски и позоришни глумац.

## Биографија
Небојша Љубишић је рођен у Београду 29. јула 1964. године. Глуму је дипломирао на Факултету драмских уметности у Београду.
Био је члан Народног позоришта Лесковац 1984, а члан Југословенског драмског позоришта од 1991. године. Награђен је наградом „Бранивој Ђорђевић“ за лепоту говора.
Заједно са Драганом Јовановићем, аутор песме „Ружо румена”.

## Филмографија
| Год.         | Назив                       | Улога                |
| ------------ | --------------------------- | -------------------- |
| 1980.-те     |                             |                      |
| 1988.        | Шта радиш вечерас           | Љуба                 |
| 1990.-те     |                             |                      |
| 1990.        | Ваљевска болница            | Петар                |
| 1990.        | Иза зида                    |                      |
| 1991.        | Вера Хофманова              | Коста, сликар        |
| 1991.        | Тесна кожа 4                |                      |
| 1993.        | Тесла (ТВ)                  | Чарлс, банкар        |
| 1995.        | Тројка                      |                      |
| 1995.        | Снови од шперплоче          |                      |
| 1996.        | Мали кућни графити (серија) | Миле Јовић           |
| 1998.        | Џандрљиви муж               | Никола               |
| 1998.        | Код луде птице              | глумац               |
| 1999.        | Кактуси и руже              | Пантелија            |
| 1999.        | Пролеће у Лимасолу          | Радојица             |
| 2000.-те     |                             |                      |
| 2001.        | Она воли Звезду             |                      |
| 2002.        | Брег чежње                  | Хасан Ребац, муж     |
| 2002.        | Рингераја                   | Коста                |
| 2002 - 2003. | Казнени простор (ТВ серија) | љубавник Анине мајке |
| 2003.        | Мали свет                   | сељак на трактору    |
| 2004.        | Пад у рај                   | командир             |
| 2004.        | Вук                         |                      |
| 2004.        | Црни Груја                  | Кучук Алија          |
| 2007.        | Бора под окупацијом         | Борисав Станковић    |
| 2007.        | Љубав, навика, паника       | Алекса Ненадовић     |
| 2006 - 2007. | Агенција за СИС             |                      |
| 2007 - 2008. | Кафаница близу СИС-а        |                      |
| 2007 - 2008. | Љубав и мржња               | Милош                |
| 2010.-те     |                             |                      |
| 2010.        | Куку, Васа                  | Васа                 |
| 2010.        | Сва та равница              | Чудра                |
| 2011.        | Наша мала клиника           | редитељ              |
| 2012.        | Јагодићи (ТВ серија)        | Чудра                |
| 2013.        | Систем                      | Милорад Маказеновић  |
| 2013.        | Синђелићи                   | Ратко                |
| 2013.        | Само кажем                  | тата                 |
| 2015.        | Смрдљива бајка              | Паја                 |
| 2016.        | Андрија и Анђелка           | стриц Срба           |
| 2016.        | ЗГ 80                       | Поп 1                |
| 2017.        | Лијана                      | Владан               |
| 2020.-те     |                             |                      |
| 2023.        | Хероји Халијарда            | Драгољуб Михаиловић  |